# Heminothrus interlamellaris
Heminothrus interlamellaris är en kvalsterart som beskrevs av Arthur P. Jacot 1939. Heminothrus interlamellaris ingår i släktet Heminothrus och familjen Camisiidae. Inga underarter finns listade i Catalogue of Life.